# Антонина Макарова
Антонина Макаровна Макарова (на руски: Антони́на Мака́ровна Мака́рова), по мъж Ги́нзбург е съветски военнопрестъпник, палач от Логотска област, разстреляла по неофициални данни около 1500 цивилни и партизани, докато е на служба при немските окупационни части. По време на Втората световна война е известна с прякора Тонка-картечарката.
Много неща от нейната биография остават неизвестни. През 1941 г. когато започва Великата отечествена война, тя се записва доброволка. Работи като санитарка в Червената армия. През същата година е една от малкото, които остават живи при Вяземската фронтова отбранителна операция, бяга от плен и няколко месеца се крие в гората. По това време решава да се свърже с немците и да премине на тяхна страна.
Постъпва доброволно на служба в Помощната полиция в автономната Локотска област (наречена още Локотска република), подкрепяща нацистите по време на войната. Изпълнява смъртни наказания, екзекутирайки около 1500 души. Смъртните присъди изпълнява с картечница „Максим“, модел 1910 г., която ѝ е дадена от полицията по нейна молба.
В края на войната намира фалшиво удостоверение за медицинска сестра и започва работа в болница, по-късно се омъжва за ветерана от Втората световна война В. С. Гинзбург, взимайки фамилията му. Дълго време КГБ не може да я открие, най-вече поради факта че по рождение фамилията ѝ би трябвало да е Парфьонова или Панфилова, но по погрешка е записана Макарова.
Арестувана е чак през лятото на 1979 г., осъдена е като военнопрестъпница и е разстреляна на 11 август същата година.